# Nyam-Ochir Sainjargal
Nyam-Ochir Sainjargal (mongoliska: Сайнжаргалын Ням-Очир), född den 20 juli 1986, är en mongolisk judoutövare.
Han tog OS-brons i herrarnas lättvikt i samband med de olympiska judotävlingarna 2012 i London.